# Czesław Mądry
Czesław Kazimierz Mądry (ur. 30 sierpnia 1942 w Sowach) – polski rolnik, poseł na Sejm PRL VII i VIII kadencji.

## Życiorys
Uzyskał wykształcenie średnie, z zawodu rolnik. Wstąpił w 1966 do Zjednoczonego Stronnictwa Ludowego, gdzie zasiadał w komitetach powiatowym i wojewódzkim. Był radnym w Powiatowej Rady Narodowej w Miliczu. W 1976 i 1980 uzyskiwał mandat posła na Sejm PRL VII i VIII kadencji w okręgu Wrocław. Przez dwie kadencje zasiadał w Komisji Gospodarki Morskiej i Żeglugi. Ponadto w VII kadencji był członkiem Komisji Górnictwa, Energetyki i Chemii, a w VIII kadencji zasiadał w Komisji Rolnictwa i Przemysłu Spożywczego oraz Komisji Rolnictwa, Gospodarki Żywnościowej i Leśnictwa.

## Odznaczenia
- Odznaka „Zasłużony Pracownik Rolnictwa”
- Srebrna Odznaka „Zasłużony dla Dolnego Śląska”